# Le Fresne (poésie)
Le Fresne, parfois orthographié Le Fraisne, et traduit en français moderne par Le Frêne, est un lai breton écrit par Marie de France au XIIe siècle. C'est le troisième du recueil des Lais de Marie de France. Il est composé de 518 octosyllabes.

## Résumé
L'histoire se déroule en Bretagne, où se trouvent deux seigneurs voisins amis. La femme de l'un des deux accouche de jumeaux. L'épouse de l'autre, décrite comme perfide, déclare que cela n'a pu arriver qu'en raison d'un adultère, ce qui entraîne le nouveau père de famille à prendre sa femme en soupçon et à la maltraiter. Mais, par la suite, c'est la femme perfide qui accouche de deux enfants. Honteuse, elle abandonne une de ses deux filles. Une suivante va placer le bébé, accompagné d'un gros anneau, dans un frêne, près d'un couvent. Le portier de l'abbaye découvre l'enfant et l'apporte au couvent, où les personnages comprennent, par l'anneau et les fins habits, que le nourrisson est de haute naissance. L'abbesse décide d'éduquer l'enfant et de l’appeler Le Frêne, en référence à l'endroit où elle a été trouvée. Le Frêne devient une demoiselle courtoise dont la beauté est connue dans toute la Bretagne. Un chevalier nommé Goron tombe sous son charme, et séjourne à plusieurs reprises dans le couvent pour lui parler. Elle part avec lui et vit longtemps à ses côtés, sans qu'ils soient mariés. Les vassaux de Goron lui reprochent cette situation et lui enjoignent d'épouser une femme noble. Ils lui proposent une jeune fille du voisinage nommée Coudrier. Goron consent à l'épouser. Le jour des noces, Coudrier arrive accompagnée de sa mère. Le Frêne assure le service comme servante, sans montrer extérieurement de peine. Elle prépare le lit pour la nuit de noces, et y dispose l'étoffe qu'elle avait reçue lors de son abandon. La mère de la future épouse, voyant cette étoffe, lui demande d'où elle vient. Après que Le Frêne eut raconté son histoire, la mère comprend qu’elle est sa fille. Elle avoue la vérité à son mari sur sa grossesse. Il est ensuite convenu que Le Frêne épouse Goron.

## Analyse
Comme Milun et Equitan, Le Fresne est un lai où l'histoire est humaine et ne fait pas intervenir de merveilleux. Ce sont cependant les motifs de l'inversion et de la reconnaissance qui fondent la surprise et la « mervoile » du texte. De même, comme le lai précédent (Equitan), il s'agit d'une histoire de jalousie, mais cette fois-ci entre femmes. 
Le lai est situé chronologiquement dans un passé lointain, marqué par le « jadis » du vers 3, procédé que Marie de France utilise pour presque chaque lai. L'action est située géographiquement en Bretagne, et fait donc partie des sept lais bretons du recueil et plus précisément à Dol-de-Bretagne à la fin.
Le nom de Goron pourrait être inspiré d'un personnage de Tristan et Iseult, Guiron, sur lequel Iseult compose un « lai émouvant ».
Le frêne et le coudrier avaient un grand prestige dans les sociétés celtiques, ce qui peut constituer une source symbolique pour le poème. « Ce frêne présente les caractéristiques symboliques d'un arbre sacré ; c'en est un véritable, les quatre branches correspondent aux quatre points cardinaux ».